# Järnvägsolyckan i Edsvalla
Järnvägsolyckan i Edsvalla inträffade den 14 oktober 1947 runt klockan åtta på morgonen då ett persontåg i drygt 90 km i timmen kolliderade med en buss vid en järnvägskorsning i Edsvalla, Karlstads kommun. 14 personer i åldern 16–28 år omkom och sju personer skadades.

## Händelsen
Den 14 oktober 1947 var ett persontåg från Göteborgs centralstation på väg mot Kils station. När BJ-tåget runt klockan åtta på morgonen närmade sig järnvägskorsningen i Edsvalla möttes lokföraren av en mycket kraftig och tät dimma. Samtidigt var en buss på väg över korsningen. På grund av att sikten inte var mer än 4–5 meter framåt hade föraren i bussen bett passagerarna att hjälpa till att hålla utsikt åt sidorna. När bussens främre hjul var på övergången upptäckte bussföraren det otydliga skenet från strålkastarna på tåget. 
Då föraren inte kunde bedöma avståndet antog föraren att han skulle hinna över innan tåget kom och satte därför full gas. Men när bussen var halvvägs över spåret brakade tåget rakt in i bussen. Bussen klövs mitt itu, slungades iväg och smulades sönder. Vid kollisionen höll tåget en hastighet på 90 km i timmen. 14 personer omkom och 7 personer skadades.
Direkt efter kollisionen gick lokföraren av tåget och försökte hjälpa till så gott han kunde. Trots vad som hänt beordrades han därefter att köra tåget till slutstationen. Numera får en lokförare som varit med om en olycka inte köra tåget vidare. 

### Följder
Efter olyckan följde en rättegång där lokföraren åtalades för att inte ha signalerat med tågvisslan när han närmade sig järnvägskorsningen. Men vittnen hävdade att lokföraren signalerat. Lokföraren friades därför från ansvar. Idag är slutsatsen att det var den mycket kraftiga dimman som var orsaken till olyckan. Några av de 14 av de personer som omkom ligger begravda i Nors K:A.